# Charles Baguet
Charles Baguet (1840 - 1890) fue un profesor, curador, y botánico belga, que se desempeñó académicamente en el "Departamento de Botánica", de la Universidad de Lieja, siendo curador de su herbario.

## Honores

### Epónimos
- (Ranunculaceae) Ranunculus baguetii (Demarsin) Ericsson[1]

- La abreviatura «Baguet» se emplea para indicar a Charles Baguet como autoridad en la descripción y clasificación científica de los vegetales.[2]